# Bezirk Cibla
Der Bezirk Cibla (Ciblas novads) war ein Bezirk im Osten Lettlands an der Grenze zu Russland in der historischen Landschaft Latgale, der von 2009 bis 2021 existierte. Bei der Verwaltungsreform 2021 wurde der Bezirk aufgelöst, sein Gebiet gehört seitdem zum neuen Bezirk Ludza.

## Geographie
Durch das dünn besiedelte Gebiet fließt die Ludza. An der Ostgrenze zu Russland liegen die Zilupe und der Pītelis-See. In dem Gebiet gibt es ausgedehnte Sumpfniederungen.

## Bevölkerung
Der Bezirk bestand aus den vier Gemeinden (pagasts) Līdumnieki, Pušmucova, Zvirgzdene und Cibla. Das Verwaltungszentrum war in Blonti. Im Jahre 2010 lebten 3309 Einwohner im Bezirk, 2020 waren es nur noch 2355.

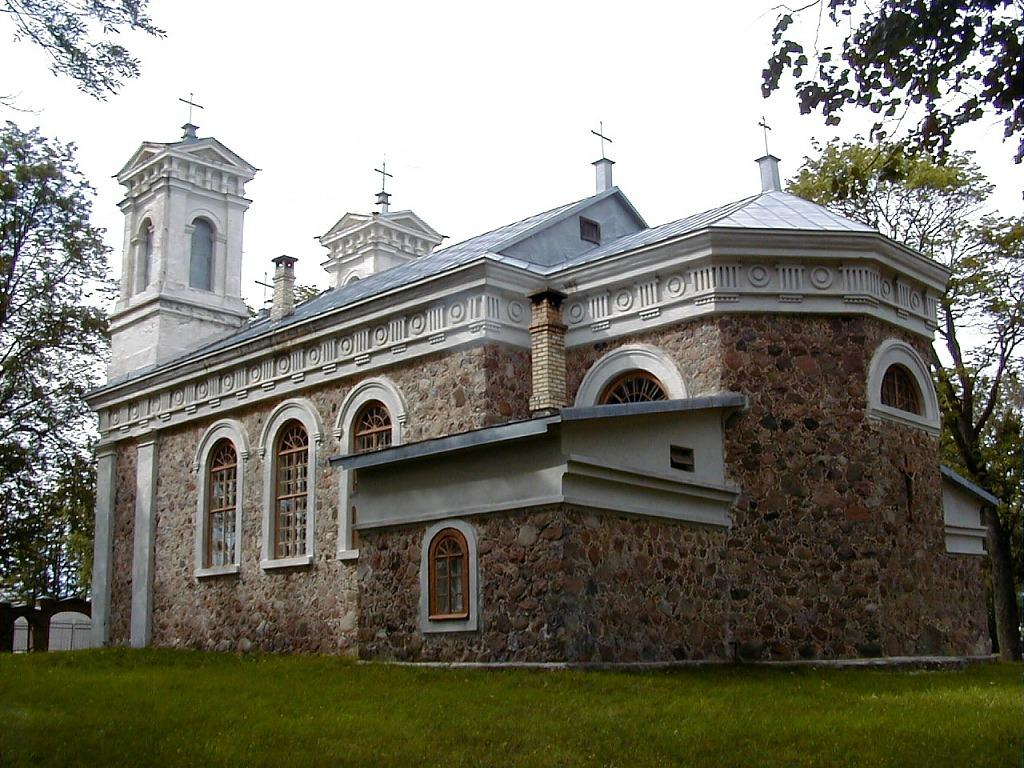
Katholische Kirche der Verkündung der Jungfrau Maria in Pušmucova, erbaut von 1850 bis 1852
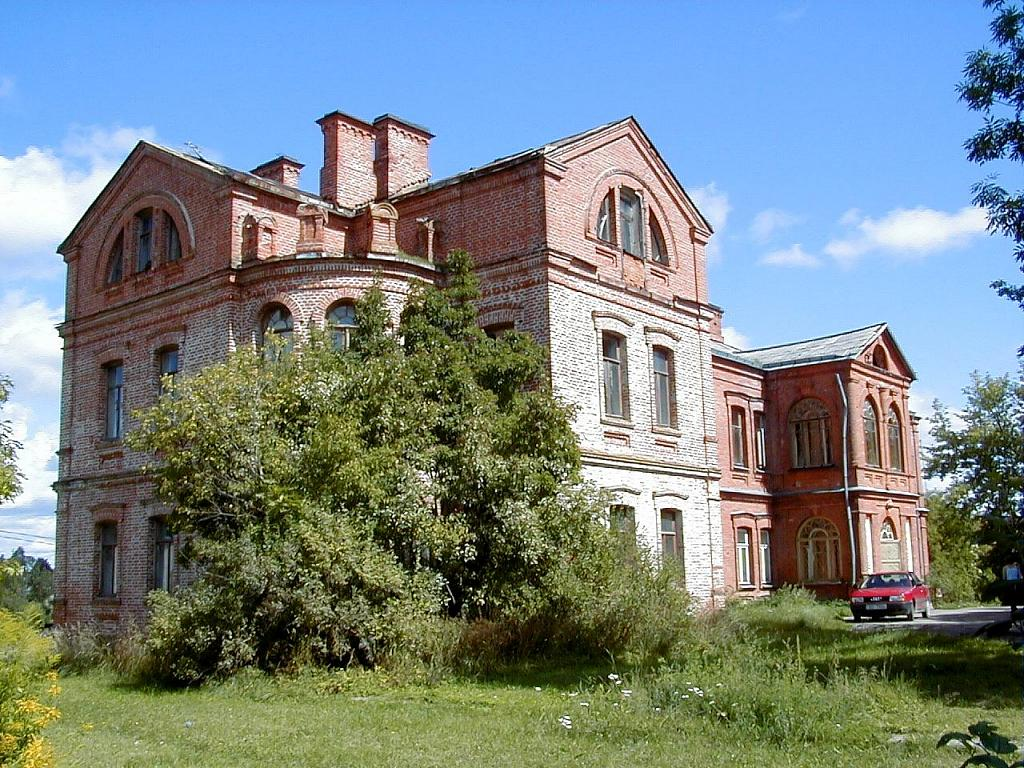
Herrenhaus in Felicianova, einem Dorf 2 km südwestlich von Cibla

## Partnerschaft
Der Bezirk unterhielt – zusammen mit den Bezirken Kārsava, Ludza und Zilupe – eine Partnerschaft mit der niedersächsischen Samtgemeinde Aue.